# Empresa de Transportes Maullín
Empresa de Transportes Maullín (comúnmente abreviado ETM) es una empresa chilena de transporte interurbano de pasajeros. Fundada por Gerardo y Juan Bohle en 1962 en la comuna de Maullín.
Actualmente no realiza recorridos en su lugar de origen, teniendo solo un estacionamiento en dicha comuna.
ETM, se ha consolidado como una empresa de calidad en el sur del país, expandiéndose desde Puerto Montt, con agencias en Valdivia, Temuco, Viña del Mar, Valparaíso, Santiago, Concepción, Talcahuano, Osorno, Puerto Varas, Ancud, Castro, Quellón, Talca, Chillán y Los Ángeles.
El gerente general actual de la compañía es Patricio Bohle, el representante legal es Gerardo Bohle y la gerenta de finanzas es Rosita Bohle. Todos los anteriores son hijos de Gerardo Bohle y nietos de Juan Bohle, fundadores de la empresa en 1962.
Actualmente, todos los buses de ETM son de dos pisos, de marca Marcopolo, Modasa y Busscar de Colombia con chasis de la marca Scania, con asientos de tipo salón cama y cama de 180° grados.

## Historia
ETM fue fundada en Maullín, Región de Los Lagos, en septiembre del año 1962 por Gerardo Bohle y su padre Juan Bohle. La empresa comenzó con un pequeño grupo de buses que conectaban distintas localidades de la zona, con un énfasis en la ruta Puerto Montt - Maullín.
Los primeros años de transporte fueron complicados debido a la calidad de los caminos que en ese entonces existían. Según Patricio Bohle, "...recordemos lo que era Maullín antiguamente y sus caminos, había una ruta costera muy complicada, estuvimos prácticamente abriendo caminos por Pargua para llegar a Puerto Montt...".
A mediados de los 80's, ETM adquirió su primer bus Marcopolo, compañía a la que se ha mantenido leal por más de 36 años, incluso declarando que "mas del 90% [de los autobuses] es de la marca".Aunque para finales de 2024, adquirió nuevos buses de la marca peruana Modasa, modelo Zeus 5, con chasis Scania
A fines de los años 90', los hijos de Gerardo Bohle (Patricio, Gerardo y Rosita) empiezan su participación en la administración de la empresa, dándole "un enfoque mas profesional y cobertura a nivel nacional".
En diciembre de 2011, ETM extendió su servicio de buses hacia la provincia de Chiloé, principalmente en las ciudades de Ancud y Castro. Sin embargo, al principio, surgieron conflictos con la empresa Cruz del Sur, en la cual esta última empresa impidió inicialmente que los buses de ETM pudiera abordar a uno de sus embarcaciones del transbordador para cruzar en el Canal de Chacao hacia Chiloé. En agosto de 2017, continuó su expansión, llegando hasta la ciudad de Quellón. En marzo de 2018 llegó a Valdivia. Y a finales de 2020, extendió sus servicios hasta Chillán y Talca.
En septiembre de 2022 la empresa celebró su 60 aniversario, presentando una nueva flota de 20 buses Marcopolo Paradiso 1800 DD G8. En la ceremonia participaron don Gerardo Bohle, su esposa Rosa Barrera, sus hijos Rosita, Patricio y Gerardo, además de los máximos ejecutivos de Epysa Buses - Marcopolo, quienes hicieron entrega de un autobús G8 a escala a la familia Bohle.
A mediados de abril del año 2024 inició operaciones desde y hacía la ciudad de Los Angeles, con esto la empresa oriunda de Maullín logra presencia en Valparaíso, Viña del Mar, Santiago, Talca, Talcahuano, Concepción, Chillán, Los Angeles, Temuco, Valdivia, Osorno, Puerto Varas, Puerto Montt, Ancud, Castro y Quellón.
Actualmente es la empresa de transporte que opera la mayor cantidad de salidas diarias desde y hacía la isla de Chiloé con alrededor de 25 salidas diarias, desplazando así a Cruz Del Sur que por años dominó la conectividad entre el continente y la isla. También representa la mayor frecuencia entre Puerto Montt y las ciudades de Temuco, Concepción y Santiago con 21, 15 y 11 salidas respectivamente más que cualquier otra empresa.